# 德萊昂斯普林斯 (佛羅里達州)
德萊昂斯普林斯（英語：DeLeon Springs）是位於美國佛羅里達州福祿喜雅縣的一個人口普查指定地區。

## 地理
德萊昂斯普林斯的座標為29°07′13″N 81°21′11″W / 29.12028°N 81.35306°W，而該地最高點為海拔高度15米（即49英尺）。

## 人口
根據2010年美國人口普查的數據，德萊昂斯普林斯的面積為6.80平方千米，當中陸地面積為6.80平方千米，而水域面積為0.00平方千米。當地共有人口2614人，而人口密度為每平方千米384人。